# Pojezierze Wolińskie
Pojezierze Wolińskie, Pojezierze Warnowsko-Kołczewskie (313.214) – mikroregion obszaru Uznam i Wolin, pojezierze w północnej części wyspy Wolin. Na północy i wschodzie Pojezierze Wolińskie jest ograniczone moreną czołową – Pasmem Wolińskim, natomiast od południa wzniesieniami wysoczyzny morenowej – Obniżenie Kodrąbskie.

## Jeziora
Geomorfologia Pojezierza Wolińskiego oraz geneza jezior jest ściśle związana ze zlodowaceniami, które objęły swoim zasięgiem wyspę Wolin w plejstocenie. Główną grupę jezior stanowią jeziora rynnowe w dwóch rynnach polodowcowych, przebiegających w kierunku SW-NE – Łuniewo, Warnowo (Warnowo Zachodnie), Rabiąż (Warnowo Wschodnie), Czajcze, Wisełka, Zatorek, Domysłowskie, Żółwińskie, Kołczewo i Recze. Zbiorniki te mają niewielką powierzchnię i głębokość, jednak jako, że położone są stosunkowo nisko nad poziomem morza to ich dna stanowią kryptodepresje (z wyjątkiem Zatorka). Najgłębszym z nich jest Recze – 12 m, którego dno stanowi jednocześnie największą kryptodepresję – 9,4 m p.p.m. Największą powierzchnie ma Koprowo – 449,5 ha, będące jako jedyne z jezior Pojezierza Wolińskiego jeziorem przybrzeżnym powstałym w wyniku odgrodzenia dawnej zatoki przez naniesiony muł. Jeziora odwadniane są przez Lewieńską Strugę, uchodzącą do Zalewu Kamieńskiego.

## Ichtiofauna
Ichtiofauna zamieszkująca Pojezierze Wolińskie nie różni się od ichtiofauny każdego innego jeziora o charakterze eutroficznym czyli bardzo żyznym, obfitującym w związki pokarmowe umożliwiające bujny rozrost roślinności wodnej. Używając klasyfikacji rybackiej jeziora Pojezierza Warnowsko-Kołczewskiego możemy zaliczyć pod względem występującej w nich ichtiofauny do kategorii jezior szczupakowo-linowych. Oznacza to, iż można wyróżnić w nich gatunki dominujące: szczupaka, karasia, lina, płoć i leszcza oraz gatunki domieszkowe: ukleję, sandacza, piskorza, kozę, suma i wzdręgę. Ze względu na połączenie jezior pojezierza przez Lewińską Strugę z Zalewem Kamieńskim, a dalej z Zatoką Pomorską, mamy do czynienia z migracją ryb i obecnością w tych wodach ryb anadromicznych, czyli takich, których miejsce bytowania stałego stanowią inne zbiorniki wodne, natomiast ikra i larwy wymagają innych akwenów – tych, które kiedyś stanowiły pierwotne środowisko występowania tych gatunków.

## Badania
W latach 1981–2000 przeprowadzono badania jezior Czajcze, Domysławskie, Grodno, Kołczewo, Koprowo, Warnowo Wschodnie (Rabiąż), Warnowo Zachodnie, Wisełka i Żółwińskie. Na podstawie badań stwierdzono, że wszystkie zbiorniki są nieodporne lub mało odporne na degradację. Zlewnie badanych jezior cechują się przeciętną zdolnością uruchamiania ładunku biogenów zdeponowanych na ich obszarze. Wszystkie badane akweny podlegają intensywnemu procesowi eutrofizacji. Zgodnie z zastosowanymi metodami są to jeziora eutroficzne, hipertroficzne, silnie eutroficzne, bądź z pogranicza eutrofii i hipertrofii. Najniższym poziomem trofii cechowało się jezioro Grodno. Znaczny poziom trofii badanych zbiorników potwierdzają występujące w nich warunki tlenowe. W okresie letnim wyrażają się one sięgającym 180–200% przetlenieniem wód powierzchniowych oraz deficytami tlenu w wodach przydennych.

## Turystyka
Przez pojezierze prowadzi  Szlak Leśny przez Pojezierze Warnowsko-Kołczewskie z Międzyzdrojów do węzła szlaków w Świętouściu.
Krótki  szlak czarny nr 1005 łączy Warnowo z stacją kolejową w Warnowie.